# Cyril J. Mockridge
Cyril J. Mockridge (Londres, 6 d'agost de 1896 − Honolulu, Hawaii, 18 de gener de 1979) fou un compositor de cinema i televisió anglès que va compondre les partitures per a pel·lícules com Grand Canary, Danger - Love at Work, In the Meantime, Darling, Wake Up and Dream, Nightmare Alley, and Road House. Mockridge va ser nominat a un Oscar per la pel·lícula de 1955 Ells i elles i també va compondre la música per a la televisió de Lost in Space. Fou nominat el 1956 a l'Oscar a la millor banda sonora per Guys and Dolls. Mockridge va ser durant anys un compositor de la Twentieth Century-Fox i sovint va treballar amb els germans Alfred Newman i Lionel Newman. Està enterrat al Forest Lawn Memorial Park a Glendale (Califòrnia).

## Filmografia
- The World Moves On (1934)
- El jutge Priest (Judge Priest) (1934)
- The Farmer Takes a Wife (1935)
- Way Down East (1935)
- The Little Colonel (1935)
- The Littlest Rebel (1935)
- Lloyd's of London (1936)
- Captain January (1936)
- Under Two Flags (1936)
- Dimples (1936)
- Poor Little Rich Girl (1936)
- Seventh Heaven (1937)
- You Can't Have Everything (1937)
- In Old Chicago (1938)
- Suez (1938)
- The Little Princess (1939)
- The Hound of the Baskervilles (1939)
- Second Fiddle (1939)
- The Adventures of Sherlock Holmes (1939)
- Hollywood Cavalcade (1939)
- Stanley and Livingstone (1939)
- Swanee River (1939)
- Johnny Apollo (1940)
- Lillian Russell (1940)
- Young People (1940)
- Brigham Young (1940)
- Down Argentine Way (1940)
- The Mark of Zorro (1940)
- Hudson's Bay (1941)
- Moon Over Miami (1941)
- Charley's Aunt (1941)
- Wild Geese Calling (1941)
- Dressed to Kill (1941)
- Belle Starr (1941)
- A Yank in the R.A.F. (1941)
- I Wake Up Screaming (1941)
- Roxie Hart (1942)
- Rings on Her Fingers (1942)
- Prelude to War (1942)
- My Gal Sal (1942)
- A-Haunting We Will Go (1942)
- The Loves of Edgar Allan Poe (1942)
- Time to Kill (1942)
- My Friend Flicka (1943)
- The Oxbow Incident (1943)
- Heaven Can Wait (1943)
- Holy Matrimony (1943)
- Happy Land (1943)
- The Lodger (1944)
- The Fighting Sullivans (1944)
- Pin Up Girl (1944)
- The Big Noise (1944)
- Thunderhead - Son of Flicka (1945)
- Where Do We Go from Here? (1945)
- State Fair (1945)
- The Dark Corner (1946)
- Cluny Brown (1946)
- My Darling Clementine (1946)
- Miracle On 34th Street (1947)
- Nightmare Alley (1947)
- The Walls of Jericho (1948)
- That Lady in Ermine (1948)
- The Luck of the Irish (1948)
- Road House (1948)
- The Beautiful Blonde from Bashful Bend (1949)
- I Was a Male War Bride (1949)
- Cheaper by the Dozen (1950)
- A Ticket to Tomahawk (1950)
- Where the Sidewalk Ends (1950)
- American Guerrilla in the Philippines (1950)
- Father Was a Fullback (1950)
- On the Riviera (1951)
- The Frogmen (1951)
- Let's Make It Legal (1951)
- Deadline—U.S.A. (1952)
- Mister Scoutmaster (1953)
- How to Marry a Millionaire (1953)
- Riu sense retorn (River of No Return) (1954)
- Woman's World (1954)
- Ells i elles (Guys and Dolls) (1955; co-nominada amb Jay Blackton)[1]
- The Lieutenant Wore Skirts (1956)
- The Solid Gold Cadillac (1956)
- Desk Set (1957)
- Will Success Spoil Rock Hunter? (1957)
- Rally 'Round the Flag, Boys! (1958)
- El congost de la mort (Thunder in the Sun) (1959)
- Hound-Dog Man (1959)
- Tall Story (1960)
- Wake Me When It's Over (1960)
- Flaming Star (1960)
- All Hands on Deck (1961)
- L'home que va matar Liberty Valance (The Man Who Shot Liberty Valance) (1962)
- La taverna de l'irlandès (Donovan's Reef) (1963)